# Centaurea hyalolepis

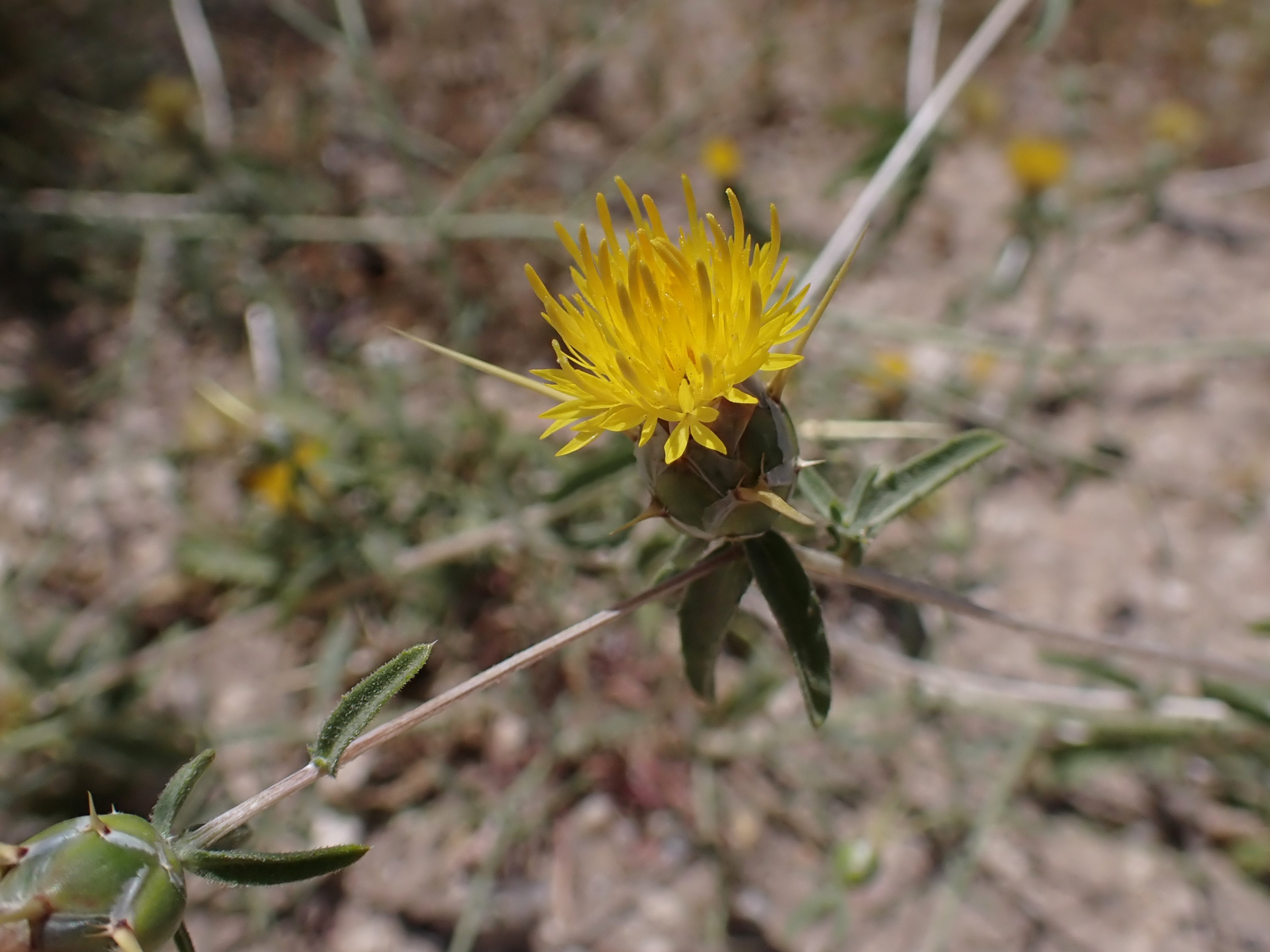
Blütenkorb

Centaurea hyalolepis ist eine Pflanzenart aus der Gattung der Flockenblumen (Centaurea) in der Familie der Korbblütler (Asteraceae).

## Merkmale
Centaurea hyalolepis ist ein einjähriger Schaft-Therophyt oder zweijähriger Hemikryptophyt, der Wuchshöhen von 20 bis 40 Zentimeter erreicht. Die Schäfte sind behaart.
Die wechselständigen meist sitzenden, gelappten bis ganzen Stängelblätter sind nicht herablaufend. Die Rosettenblätter sind fiederschnittig, leierförmig. Die behaarten Blätter sind teils stachelspitzig und gesägt oder gezähnt.
Die Körbe sind kurz gestielt bis sitzend. Die kahle Hülle hat einen Durchmesser von ungefähr 15 Millimeter und ist halbkugelig. Der häutige Rand der Hüllblätter ist breit und durchscheinend. Meist besitzen die Hüllblätter nur einen harten. langen Endstachel, jedoch sind selten kleine, 1 bis 1,5 Millimeter lange Seitenstacheln vorhanden. Die Blüten sind gelb.
Der Pappus ist ebenso wie die kahle Achäne 2,5 bis 3 Millimeter lang.
Die Blütezeit reicht von Juni bis August.
Die Chromosomenzahl beträgt 2n = 20.

## Vorkommen
Centaurea hyalolepis kommt im östlichen Mittelmeerraum und Orient vor. Die Art wächst auf Kreta auf Brach- und Kulturland und an Wegrändern in Höhenlagen von 0 bis 50 Meter.

## Verwendung
Die Blätter werden im Nahen Osten als Gemüse gegessen.